# 橫濱正教會

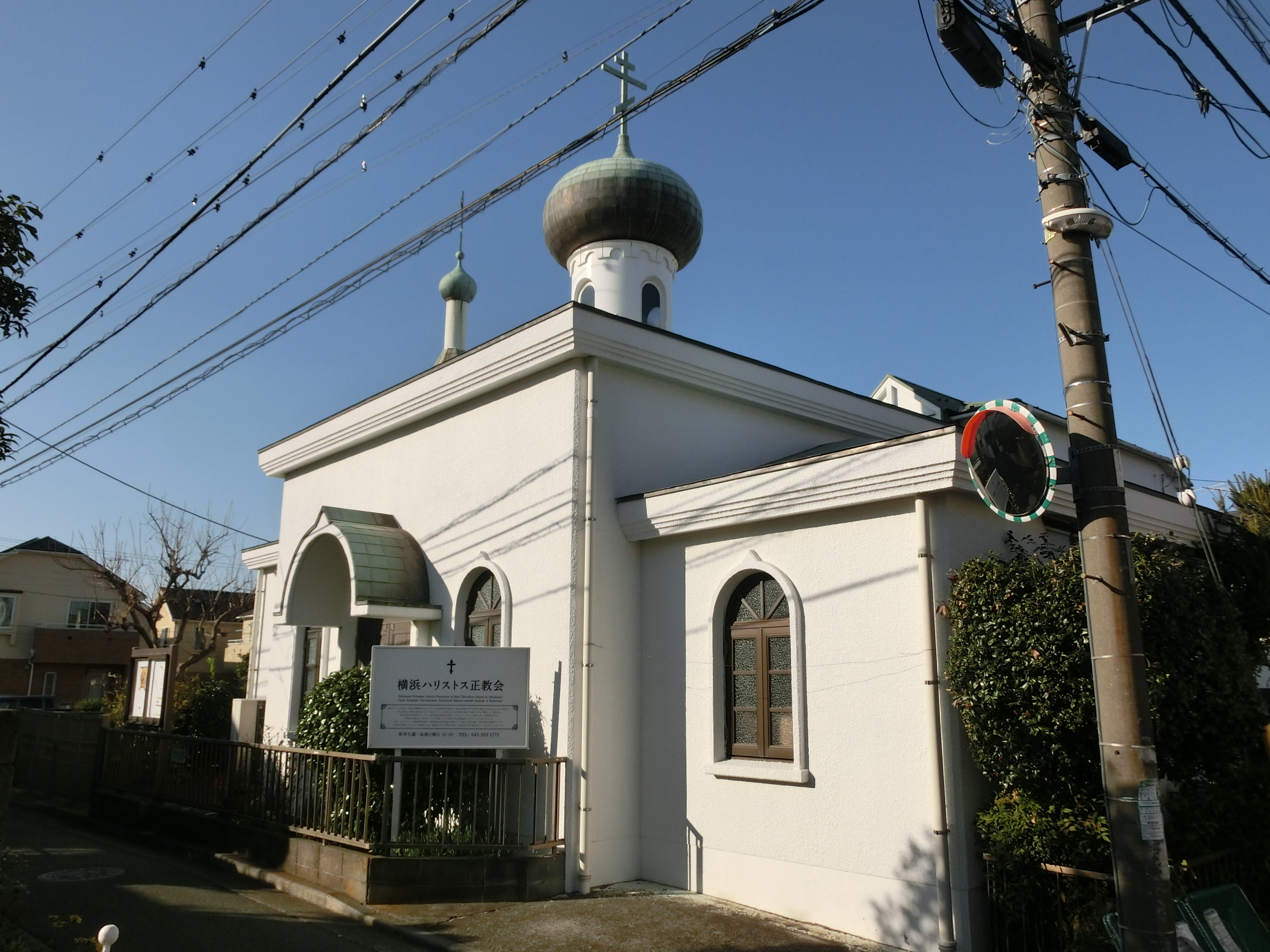

橫濱正教會（日语：横浜ハリストス正教会、よこはまはりすとすせいきょうかい）是日本正教會東京大主教教區的一座教堂，位於橫濱市神奈川區。這座教堂的歷史可以追溯至1878年。現在的教堂修建於1980年。

## 外部連結
- 横浜ハリストス正教会 （页面存档备份，存于）

35°28′32.1″N 139°37′05.1″E / 35.475583°N 139.618083°E